# Audhali

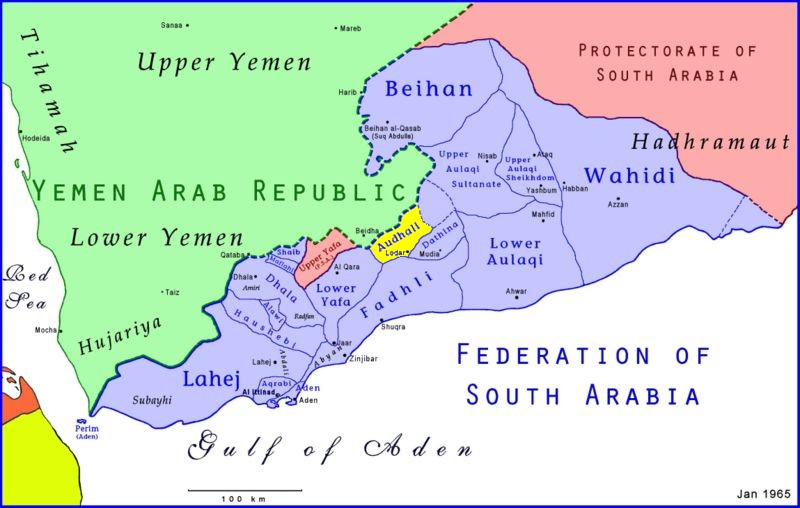
Ubicación de Audhali dentro de la Federación de Arabia del Sur (en amarillo)

Audhali (en árabe: العوذلي‎, transliteración: al-'Awdhalī) o العواذل, al-'Awādhal), fue un estado del protectorado británico de Adén. Su capital era la ciudad de Zarah.
Audhali fue uno de los miembros fundadores de la Federación de Emiratos Árabes del Sur, y su sucesora, la Federación de Arabia del Sur, en 1963. El último sultán gobernante, Salih ibn al Husayn ibn Jabil Al Audhali, fue depuesto en 1967, tras lo cual el estado de Audhali fue abolido y se integró a la República Popular de Yemen del Sur, por lo que actualmente el territorio de Alawi pertenece a Yemen.
- Datos: Q758709